# Szorb Múzeum
A Szorb Múzeum (felső szorb nyelven: Serbski muzej, németül: Sorbisches Museum) a szorb kultúra és történelem legfontosabb múzeuma, amelynek a bautzeni Ortenburg egykori sóháza ad otthont.

## Története
A Maćica Serbska 1856-ban egy szorb múzeum létrehozását tervezte. Ez lett volna az első olyan intézmény, amely a szorbokhoz köthető etnológiai és történelmi tárgyakat gyűjtött volna.
Egy 1896-os szász művészeti és kézműves kiállításra Drezdában szorb intézmények gyűjtöttek és mutattak be kiállításokat az úgynevezett vend faluban. Amikor 1904-ben felavatták a Szerb-házat, ezzel egy időben a harmadik emeleten megnyílt a Szorb Múzeum. 1937-ben a náci kormány bezárta a Szerb-házat, így a múzeum is megszűnt. 1942-ben a gyűjtemény bekerült a bautzeni városi múzeumba.
1957-ben a Német Demokratikus Köztársaságban Hoyerswerdában szorb történeti és etnológiai múzeumot alapítottak. Mivel az egykori Vend Múzeum épületeit folyamatosan visszaadták, a múzeum helyhiány miatt Bautzenbe költözött. A bautzeni Ortenburg sóházát választották a Szorb Múzeum új székhelyéül, mivel az eredeti épület 1945-ben elpusztult. 1988-ban a kiállítást átalakították, és a Szorb Múzeum önálló intézményként újra megnyílt.

## Az egykori sóház épülete

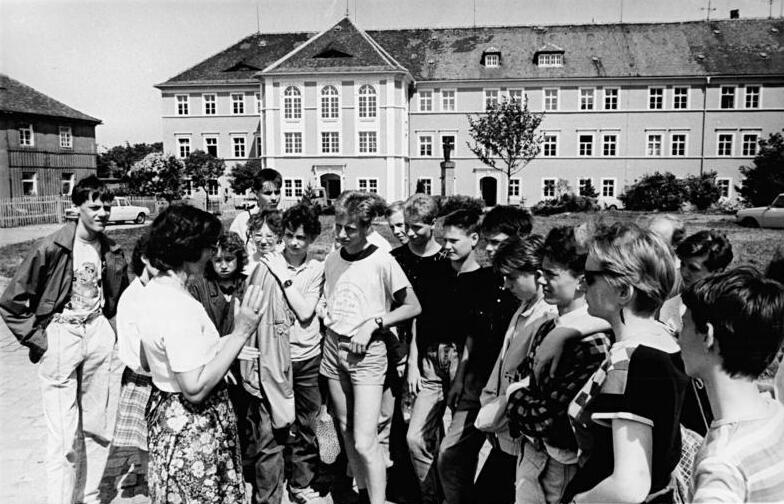
A sóház 1953-ban

A múzeumnak otthont adó épület 1782-ben épült sóházként, és 1869-ben alakították át. 1835 óta a Szász Királyi Fellebbviteli Bíróság székhelye volt, amely a legmagasabb felső-lausitzi bírói intézmény. A második világháború alatt az épületben működött az NSDAP helyi és a Gestapo városi szervezete. Az NDK idején lakóépületként használták.
Miután az eredeti helyszín, a Szerb-ház 1945-ben elpusztult, a sóházat 1976-ban a Szorb Múzeum méltó elhelyezésének tartották.  Az épületet 2003-ban állították helyre.

## Kiállítások

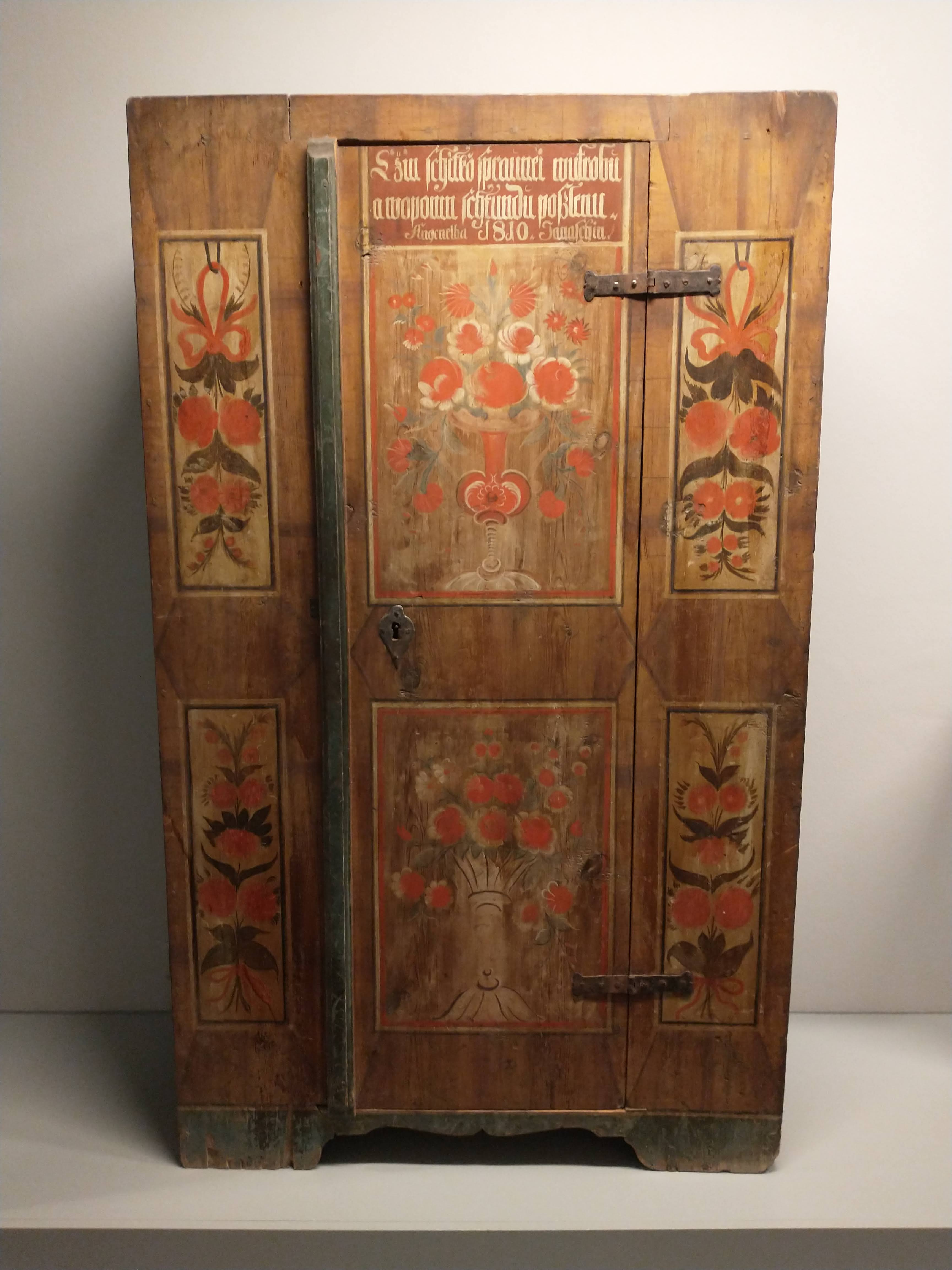
Festett szekrény a múzeum gyűjteményéből

A kiállítás információkat nyújt a szorb történelemről és kultúráról Lausatiában. Fő hangsúlya a szorb nyelvre, irodalomra és művészetre irányul. A múzeum dísztermében rendszeresen tartanak különféle kulturális és oktatási rendezvényeket.

## Fordítás
- Ez a szócikk részben vagy egészben  a   Sorbian Museum című angol Wikipédia-szócikk ezen változatának fordításán alapul.  Az eredeti cikk szerkesztőit annak laptörténete sorolja fel. Ez a jelzés csupán a megfogalmazás eredetét és a szerzői jogokat jelzi, nem szolgál a cikkben szereplő információk forrásmegjelöléseként.